# Silvana Lattmann
Silvana Lattmann (Nápoles, Italia; 8 de noviembre de 1918-Rüschlikon, Suiza; 19 de julio de 2023) fue una bióloga, poeta y autora italo-suiza.

## Primeros años
Sus padres fueron el abogado Alfonso Abruzzese y Alba Scanferla de Padova. Su padre falleció a causa de una herida que recibió durante la Primera Guerra Mundial, antes de que ella cumpliera un año. Posteriormente, la familia se mudó con frecuencia a San Remo, Roma, Milán y Génova. Asistió a la universidad en Roma y Génova, donde estudió biología y ciencias naturales, graduándose en julio de 1942.
Contrajo matrimonio con Michele Sgarlata, un ingeniero naval destinado en el submarino italiano Acciaio, el cual operaba en el mar Mediterráneo. Lamentablemente, el submarino fue torpedeado y hundido el 6 de diciembre de 1942, cobrando la vida de casi toda la tripulación, incluyendo la de su marido. En 1943, dio a luz a su hijo Massimo.

## Carrera
Lattmann es conocida como escritora de poemas y ficción, pero solo empezó a publicar su trabajo en la década de 1970, cuando cumplió sesenta años. Antes de eso, trabajó en varias áreas, incluida la investigación en ciencias biológicas. Después de la Segunda Guerra Mundial, fue empleada como asistente en la Universidad de Milán y como investigadora en la Estación Zoológica Anton Dohrn, un instituto de investigación biológica multidisciplinario en Nápoles. Entre 1948 y 1954, enseñó en escuelas secundarias de Bérgamo, Milán y Roma.
Sus primeros trabajos publicados fueron poemas en la antología Almanacco dello Specchio en 1978, y luego en 1980, Le storie di Ariano, que contenía más de sus poemas y estudios literarios. El éxito de crítica de Fessura (Crevice) en 1983, y la tutoría de Pio Fontana, profesor de literatura italiana en la Universidad de St. Gallen, la llevaron a publicar colecciones de poemas regularmente hasta la década de 1990. Sus poemas narrativos se relacionan con eventos de varias generaciones que resuelven tragedias. La figura de un ángel, como guía, misterio y representación del amor, es una imagen recurrente en sus poemas.
En la década de 1990, Lattmann empezó a estudiar filosofías orientales, lo que cambió la dirección de su escritura. Esto se vio por primera vez en Malâkut (Espacio de los Ángeles en farsi), publicado en 1996. Ella conservó la imagen de un ángel en este trabajo. Publicó una memoria de su vida hasta 1942, Nata il 1918 (Nacida en 1918) en 2019.

## Vida personal
En 1954, Silvana Lattmann contrajo matrimonio con Charles Lattmann, académico del Politécnico Federal Suizo en Zúrich. Se convirtió en ciudadana suiza y se mudó con él a San Galo. Vivieron en Zúrich desde 1993, pero también pasaron un tiempo considerable en la isla italiana de Isquia a principios de la década de 2000.
Durante su estancia en Zúrich, residió en un apartamento en Brunngasse 8, el cual estaba adornado con pinturas medievales en las paredes. Recibió un homenaje en un documental titulado Brunngasse 8, que mostraba la casa y a sus habitantes.
Finalmente, en 2022, Silvana Lattmann se trasladó a una casa de retiro en Rüschlikon. El 19 de julio de 2023, a los 104 años de edad, falleció.

## Premios
Lattmann recibió el Premio Schiller de la Swiss Schiller Foundation dos veces, en 1984 por Fessura y en 1997 por Malâkut.